# Колобощики
 Колобощики  — опустевшая деревня в Шабалинском районе Кировской области. Входит в состав Ленинского городского поселения.

## География
Расположена на расстоянии примерно 14 км по прямой на восток от райцентра поселка Ленинское.

## История
Была известна с 1802 года как починок Между речкой Каменной с 2 дворами. В 1873 году здесь (починок Между речками Каменками или Горяевы) было дворов 4 и жителей 43, в 1905 (починок Между речками Каменками или Гарные, Колобовщики) 9 и 71, в 1926 (деревня Колобовщики или Между речками Каменками, Горяевы) 15 и 83, в 1950 (уже Колобощики) 12 и 42, в 1989 уже не оставалось постоянных жителей.

## Население
Постоянное население не было учтено как в 2002 году, так и в 2010.